# Pix (système de paiement)
Pix est un système de paiement brésilien lancé par la banque centrale du pays en novembre 2020. Gratuit et instantané, il est utilisable pour n'importe quel type de paiement et présent sur toutes les applications mobiles des établissements bancaires du Brésil. Il est devenu le principal mode de paiement du pays avec plus de 2 677 trillions de reais (plus de 410 milliards d'euros) de paiements (avril 2025), dépassant les transactions en liquide ou par carte bancaire.